# Carmo do Rio Claro
Carmo do Rio Claro es un municipio brasileño del estado de Minas Gerais. De acuerdo con el censo realizado por el IBGE en 2010, su población es de 20.426 habitantes.
Localizado en la región sudoeste del estado, es bordeado por la Represa de Furnas.

## Clima
El Clima del municipio es clasificado como subtropical mesotérmico, caracterizado por inviernos secos y veranos húmedos. La temperatura media en el invierno es de aproximadamente 16 °C y la media en el mes más caliente está alrededor de 27 °C.

## Iglesia Católica
El municipio pertenece a la Diócesis de Guaxupé y posee dos parroquias, la Parroquia Nuestra Señora del Carmo y la Parroquia Sagrada Familia.